# Vädring

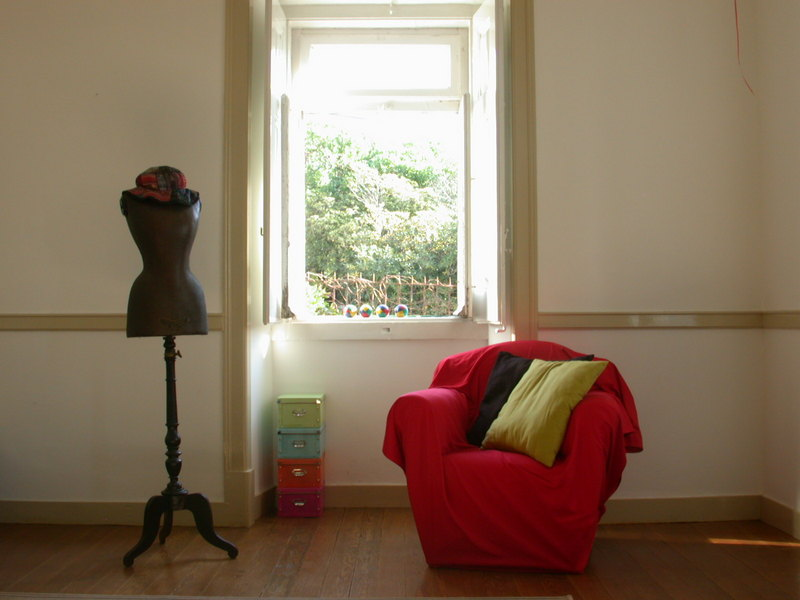
Ett fönster står öppet för vädring.

Vädring innebär att föra något i kontakt med luft för att lufta eller torka det eller för att få bort oönskad lukt.

## Vädring av byggnader
En byggnad, ett rum eller en lokal kan vädras genom att öppna fönster eller dörrar för att få in frisk luft. Om två dörrar eller fönster står öppna så att luft hastigt strömmar genom lokalen talar man om tvärdrag eller korsdrag. Man brukar ofta vädra några minuter på morgonen för att byta ut luften som blivit dålig under natten. Särskilt om man sover i ett sovrum utan ventilation och med stängd dörr.

### Skaderisk
Korsdrag kan även orsaka klämskador då de hastiga luftströmmarna kan slå igen dörrar eller fönster. För att förebygga dessa klämskador kan man montera spärranordningar på fönster och balkongdörrar.

## Vädring av kläder

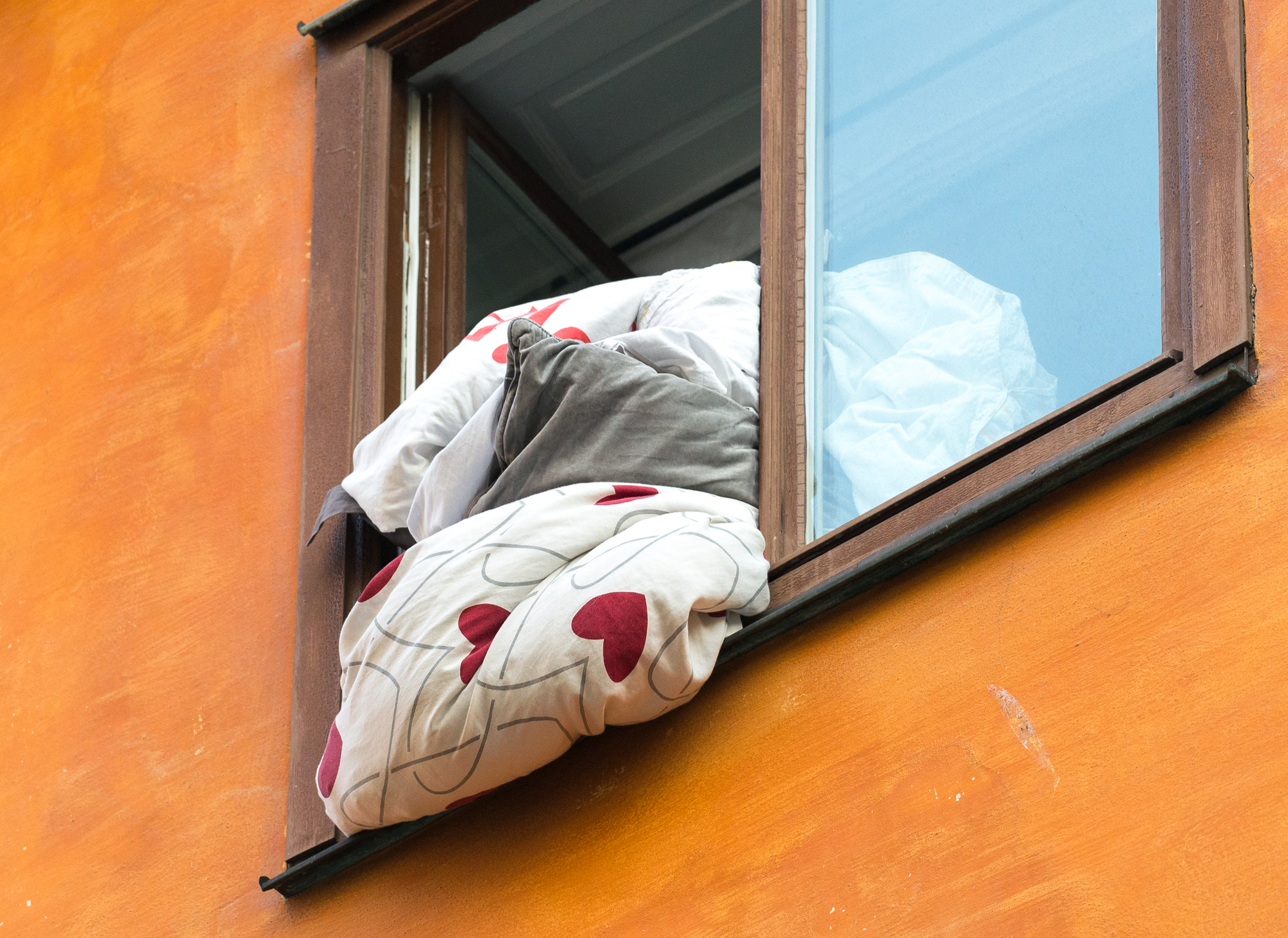
Vädring av sängkläder.

Istället för att tvätta kläder kan de ofta istället skakas, piskas och vädras. Kläder i ylle, bomull, linne kan sprayas med 12% ättika blandad med lite vatten och därefter vädras. När plagget har vädrats ute ett par dagar, och när lukten av ättika är borta, är också lukten i kläderna borta. Man bör dock vara försiktig med känsliga material.